# 33492 Christirogers
33492 Christirogers este o planetă minoră (asteroid), cu un diametru de 2,808 km, din centura de asteroizi. A fost descoperită pe 15 aprilie 1999 la Experimental Test Site⁠(d) de Lincoln Near-Earth Asteroid Research. 
Obiectul prezintă o orbită caracterizată de o semiaxă mare de 2,345872 UAi, o excentricitate de 0,08, o înclinație de 6,88541 ° în raport cu ecliptica.